# Morpeth Castle (parish)
Morpeth Castle var en civil parish 1866–1935 när det uppgick i Morpeth och Hepscott, i grevskapet Northumberland i England. Civil parish var belägen 8 km från Whalton och hade 327 invånare år 1951.